# Obersimmental-Saanen
Obersimmental-Saanen är ett förvaltningsdistrikt (Verwaltungskreis) tillhörande förvaltningsregionen Oberland i kantonen Bern i Schweiz.
Distriktet skapades den 1 januari 2010 av de före detta amtbezirken Obersimmental och Saanen.

## Indelning
Distriktet består av 7 kommuner:
| Vapen             | Namn              | Invånare 2023-12-31 | Yta i km² |
| ----------------- | ----------------- | ------------------- | --------- |
| Boltigen          | Boltigen          | 1 267               | 77,07     |
| Gsteig bei Gstaad | Gsteig bei Gstaad | 1 020               | 62,41     |
| Lauenen           | Lauenen           | 850                 | 58,49     |
| Lenk              | Lenk              | 2 301               | 122,96    |
| Saanen            | Saanen            | 6 962               | 120,06    |
| Sankt Stephan     | Sankt Stephan     | 1 315               | 60,89     |
| Zweisimmen        | Zweisimmen        | 3 073               | 73,00     |